# Novelas ejemplares

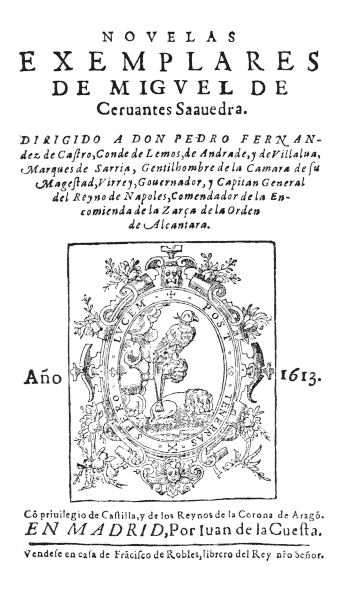
Erstausgabe

Die Novelas ejemplares (Exemplarische Novellen) sind eine Novellensammlung von Miguel de Cervantes, die von 1590 bis 1612 verfasst und 1613 durch den spanischen Drucker Juan de la Cuesta aufgrund des Erfolgs des Romans Don Quijote veröffentlicht wurde. Die Sammlung ist auch unter dem längeren Titel Novelas ejemplares de honestísimo entretenimiento bekannt.
Es handelt sich um zwölf Novellen nach italienischem Vorbild. Sie sind beispielhaft, da sie – Cervantes Vorwort zufolge – die ersten ihrer Art in spanischer Sprache sind und erklärtermaßen didaktische und moralische Absichten verfolgen. Zwei Sorten von Novellen lassen sich ausmachen, solche idealistischen und solche realistischen Charakters. Die idealistischen lehnen sich eher an ihre italienischen Vorbilder an und zeichnen sich durch zahlreiche Liebeshändel und eine Vielzahl von Ereignissen sowie idealische Figuren ohne Charakter-Entwicklung und mit mangelnder Selbstreflexion aus. Zu diesen gehören: El amante liberal, Las dos doncellas, La española inglesa, La señora Cornelia und La fuerza de la sangre.
Die Novellen realistischen Typs beschreiben mehr gesellschaftliche Verhältnisse, verbunden mit dem Vorwurf der Hypokrisie. Es sind die bekannteren Werke Rinconete y Cortadillo, El licenciado Vidriera, La gitanilla, El coloquio de los perros oder La ilustre fregona. Eine scharfe Trennung ist aber nicht immer möglich.

## Die Novellen im Einzelnen

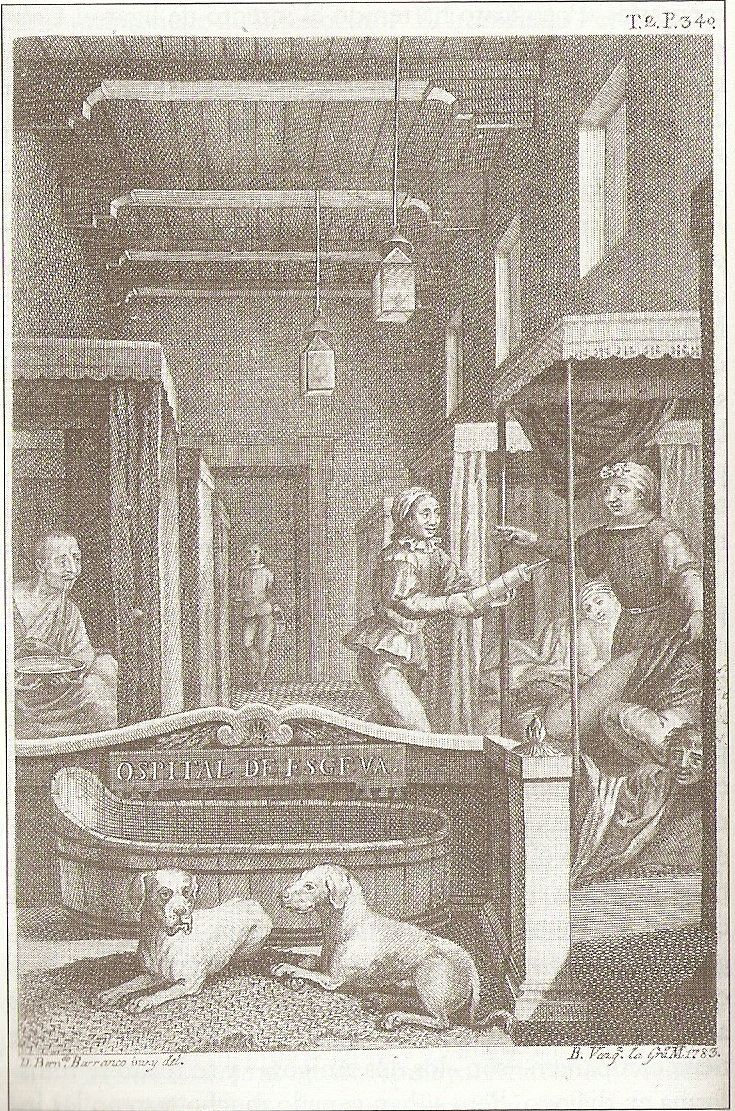
Kupferstich aus Novelas ejemplares von Antonio Sancha (1783).
„Das Zwiegespräch der Hunde“

### La gitanilla
La gitanilla ist die längste der Novelas ejemplares und enthält möglicherweise autobiografische Elemente in einer Liebesgeschichte, die ein entfernter Verwandter von Cervantes erlebt hat. Wie viele dieser Intrigen konzentriert sich die Geschichte auf die Kunst der Wiedererkennung einer Person am Schluss des Werkes. Es handelt sich um ein Mädchen adeligen Geblüts, geraubt und aufgezogen von Zigeunern, sowie einem Adeligen, der sich in sie verliebt. Er entscheidet sich mit ihr gemeinsam das Leben der Zigeuner zu leben, bis endlich alles aufgedeckt und mit der Ehe des Paares ein glückliches Ende der Geschichte ermöglicht wird.

### El amante liberal
El amante liberal ist eine maurische Novelle, in der auch das Thema der Verschleppung auftaucht und in der die homosexuellen Liebschaften der Araber verspottet werden.

### Rinconete y Cortadillo
In Rinconete y Cortadillo flüchten zwei Jugendliche von zu Hause und führen mit Hilfe von Kartenspiel und Diebstahl ein Gaunerleben. Sie gelangen nach Sevilla, wo sie von einer Organisation von Kriminellen gezwungen werden, als Laufburschen zu arbeiten. Das Verbrechersyndikat wird wie eine Laienbruderschaft durch den Oberbruder (hermano mayor) Monipodio geführt. Es ereignen sich verschiedene Genreszenen, typisch für ein Zwischenspiel oder eine Jácara. Dabei treten korrupte Büttel, Diebe, Raufbolde, Zuhälter und Huren auf. Nach diesem Défilé von Typen beschließen die beiden Spitzbuben, sich zu bessern.

### La española inglesa
In La española inglesa taucht der (Frauen)Raub wieder auf in der Person einer Frau, die bei der englischen Invasion von Cádiz verschleppt wird. In London wird sie zur Hausdame von Elisabeth I., Königin von England ausgebildet, die anscheinend ohne Animositäten beschrieben wird. Sie verliert ihr Haar und all ihre Schönheit wegen eines Gifttranks, aber am Schluss wird alles wieder gut.

### El licenciado vidriera(Der gläserne Lizenziat)
Tomás Rodaja möchte durch sein Studium in Salamanca berühmt werden und endet als Pessimist im Flandernkrieg. Sowohl sein Intellekt als auch seine Verrücktheit schließen ihn aus der Gesellschaft aus (Thema, das die Novelas ejemplares durchzieht). Seine eigentlichen Probleme beginnen aber erst mit der Rückkehr nach Spanien. Eine Dame, die sich in ihn verliebt, verabreicht ihm einen Quittenkäse, um den „Fels seiner Liebe zu gewinnen“ und ihn dabei „seines Willens zu berauben“. Tomás wird aber dadurch krank und stirbt fast. Anschließend glaubt er, ein Mensch aus Glas zu sein. Sein Hirn ist durch die Vergiftung ausgetrocknet. Er wird bekannter als vorher, nur ist seine neue Berühmtheit von zweifelhaftem Ruf.

### La fuerza de la Sangre(Die Macht des Blutes)
La fuerza de la Sangre ist die erotischste von Cervantes Novellen. Es geht um Verlust und Wiedereinsetzung in den status quo ante. Leocadia wird von Rodolfo entführt, auf sein Anwesen gebracht und vergewaltigt. Anschließend wird sie an der Hauptkirche Toledos ausgesetzt. Beide kennen nicht die Identität des jeweils anderen. Aus der Vergewaltigung geht ein Sohn hervor, der bei der Familie seiner Mutter aufwächst. Die Ehre ist dem Mädchen adeliger Herkunft genommen – allerdings wird der Vorfall verheimlicht und sie verschwindet für vier Jahre in die Stadt ihrer Geburt. Rodolfo verreist für viele Jahre nach Italien. Als das junge Kind namens Luis, – ältergeworden – von einem Reiter überrannt wird, wird es in das Anwesen des Unfallverursachers gebracht. Leocadia folgt und erkennt den Ort ihrer Vergewaltigung wieder, als sie ihren Sohn in ebenjenem Bett ihrer Schändigung wiederfindet. Mit einem Kruzifix, das sie als Beweis für das an ihr begangene Verbrechen mitgenommen hatte, klärt sie die Frau des Reiters auf. Diese veranlasst die Heimkehr ihres Sohnes Rodolfo, unter dem Vorwand, eine Ehefrau für ihn gefunden zu haben. Rodolfo heiratet Leocadia und Leocadias Ehre wird durch die Eheschließung restituiert. „Großeltern, Eltern, Enkel – die ganze Menschheit, die von der Erbsünde durch Christus befreit wurde, wird im Akt der sakramentalen Eheeingehung gereinigt.“

### El celoso extremeño(Der Eifersüchtige von Extremadura)
Carrizales verschleudert sein ererbtes Vermögen, begibt sich in die Neue Welt, wird dort wieder reich und kehrt nach zwanzig Jahren zurück. In seinem fortgeschrittenen Alter von 68 Jahren erkennt er, dass er für sein Vermögen einen Erben und somit eine Ehefrau benötigt. Er heiratet ein „13- oder 14-jähriges Mädchen“ von etwas niederer Herkunft, um sich ihrer Treue sicher zu sein. Zunächst geht alles gut, bis sich der Carrizales unbekannte Loaysa gerade durch die von Carrizales geschaffenen Umstände zu einer Verführung des Mädchens herausgefordert sieht. Er verkleidet sich als Bettler, um das Vertrauen von Luis, einem schwarzen Eunuchen, zu gewinnen, der zwischen einer Vortür und dem Haupteingang eingesperrt wacht. Der Alte stirbt aufgrund des Vorfalls, Leonora geht in ein Kloster und Loaysa bricht – wie zuvor Carrizales – in die Neue Welt auf.
Der poetische Sprachgebrauch im Werk gibt viele Hinweise auf die moralische Interpretationsmöglichkeiten des Werkes, ob deren moralische Missbilligung der Handlung durch den Autor. Carrizales hat sich selbst aus der Gesellschaft ausgeschlossen. Obwohl von sehr guter Herkunft, hat er alle Menschen, die ihm einst blieben, überlebt. Also entscheidet er sich dazu, einen Nachfolger zu bekommen, der ihn beerben kann. Bereits im Voraus weiß er dabei, das ihm eine Ehe gleichzeitig das Gefühl für die ständige Möglichkeit des Verlusts geben würde. Infolgedessen erbaut er ein Haus, das einerseits Ausdruck für seinen Reichtum, andererseits Ausdruck für seine selbstverschuldete Isolierung wird. Alles was für Carrizales gezählt hat, war das Heraushalten der äußeren Welt aus der inneren Welt seiner eigenen Verfasstheit und der inneren Welt, in der die eigene Verfasstheit Carrizales sich spiegelt: sein Haus. Als er feststellt, dass er sich der äußeren Welt nicht entziehen kann, muss er sterben.
Zu den psychologischen Konnotationen kommen sexuelle: Carrizales weiß um sein hohes Alter. Zu seinem Haus gibt es lediglich einen Schlüssel, der von einem Eunuchen bewacht wird. Das Haus erhält damit ein weibliches Attribut. Carrizales schläft mit einem Schlüssel unter seinem Schlafkissen, aber in der Nacht von Loaysas Besuch rutschen diese zwischen „zwei Kissen, fast unterhalb der Hälfte seines Körpers“, von wo aus die Generalschlüssel geklaut werden. Es könnte sich um einen symbolischen Transfer handeln. Carrizales wird das Mannhafte durch den Schlüsselklau genommen.

### La ilustre fregona (Die erlauchte Scheuermagd)
In La ilustre fregona hauen zwei Jungs von zuhause ab unter dem Vorwand dem allerschönsten Mädchen eines Gasthauses den Hof zu machen. Der eine kann seinen Vorsatz umsetzen, der andere nicht und wird von einer Gruppe von Jungen beleidigt, die ihm in der Straße hinterherrufen und ihm überallhin folgen.

### Las dos doncellas
In Las dos doncellas gesteht Teodosia einem Unbekannten, der sich später als ihr Bruder entpuppt, die Beziehung und das Heiratsversprechen mit Marco Antonio. Auf der Suche nach ihrem Mann treffen sie Leocadia, der Marco Antonio auch die Ehe versprochen hat, ohne ihr jedoch die Ehrbarkeit zu nehmen. Marco Antonio ist damit einverstanden, der Gatte von Teodosia zu werden, und ihr Bruder, Rafael, jener von Leocadia. Das glückliche Ende verhindert ein Duell.

### La señora Cornelia
Diese Novelle entwickelt zwei Ebenen. Auf der ersten Ebene wird das Thema „Ehre“ zwischen Cornelia, dem Fürst von Ferrara und Cornelias Bruder erforscht. Auf der zweiten Ebene wird das Thema „Freundschaft“ durch zwei Freunde, Don Juan de Gamboa und Don Antonio de Isunza, ergründet, die zugleich Beobachter als auch Protagonisten der Ereignisse sind. Die Handlung selbst spielt in Bolonia, wo die Freunde zu ihren Elternhäusern zurückkehren, nachdem sie sie verlassen hatten.

### El casamiento engañoso(Die trügerische Heirat)
Die beiden letzten Novellen gehören mehr als die vorhergehenden Novellen (die in ihrer Reihenfolge typischerweise nur genremäßig verbunden zu sein scheinen) zusammen.
Es geht um die gegenseitige Täuschung zweier Heiratsschwindler, Campuzano und Estefanía (Thema des selbst getäuschten Täuschers). Die Novelle ist eine Bezugnahme auf den später folgenden Dialog zu sehen und lässt sich als Novelle auf Meta-Ebene verstehen.
Der Alférez (Unteroffizier) Campuzano erzählt – gerade aus dem Krankenhaus entlassen – seinem Freund, dem Lizenziat Peralta, eine Frau von schlechtem Lebenswandel geheiratet zu haben und jetzt wieder von ihr verlassen worden zu sein. Alles was von ihr blieb, war die Syphilis. Peralta lädt ihn auf ein Essen ein, um sich die Geschichte erzählen zu lassen. So lässt sich auch der Leser auf die Erzählung Campuzanos ein. Aber Campuzano erzählt unzuverlässig und der Leser bemerkt die eigene Blindheit Campuzanos in Bezug auf die Fallen, in die er lief.
Damit wird die „trügerische Heirat“ zum Erzählrahmen für die anschließende Novelle El coloquio de los perros und wird das verbindende Element der Novelas Ejemplares. Peralta liest den Text und erfreut sich der textuellen Schaffenskraft des Geistes. Es geht hier nicht um tatsächliche Täuschung, sondern um den Prozess des Getäuscht-Werdens. Der Alférez geht schlafen, während der Lizenziat das „Zwiegespräch der Hunde“ in Dialogform, vom Alférez nachgeschrieben, vergnügt nachliest. Campuzano hat von Estefanía eine entscheidende Lektion gelernt: Er kann jetzt ebenfalls Geschichten erzählen. Er versteht sich darauf, sie so zu präsentieren, dass der Wunsch des Hörers, vom weiteren Verlauf zu erfahren, weiter zunimmt, bis Campuzano tatsächlich auch die Geschichte des Zwiegesprächs der Hunde vorbringen kann. Er versteht sich auf Vorworte und Andeutungen, die den Wunsch nach mehr befördern. Es folgt die untenstehende Geschichte.

### El coloquio de los perros(Das Zwiegespräch der Hunde)
In der vorhergehenden Novelle greift der Lizenziat aus El casamiento engañoso zur Niederschrift des Alferéz und liest die Lebensgeschichte eines Hundes. Dieser unterhält sich mit einem zweiten Hund, Cipión, über die ihnen gemeinsame geheime Gabe des menschlichen Erzählens. Sie sind sich der Mithörerschaft Campuzanos nicht gewahr. Dabei sind sie sich ihrer besonderen Gabe bewusst und machen dies in ihrem Gespräch deutlich (Sprecherbewusstsein), dass sie ähnlich wie Cervantes in seinen Werken selbstreflektiv über ihr Sprechen sprechen.
Die Novelle liest sich gleichzeitig wie eine Parodie auf das von Alemán, Martí, López de Úbeda und Quevedo in der damaligen Zeit popularisierte Genre des Schelmenromans. Erkennbar wird dies an den „autobiographischen Bezügen, die unbekannte Herkunft der Hauptfigur, die Vielzahl der Herren, denen er diente und die satirische Rolle, die er einnimmt, wenn er seine Herren für ihre Heuchelei straft“, etwa als er seinen Herrn – den Schäfer – im Stich lässt, oder als er die schwarze Dienerin nicht zum nächtlichen Stelldichein bei ihrem Geliebten lässt.
Cervantes versucht hervorzuheben, dass der menschliche Verstand zwischen gedachter und wirklicher Welt vermitteln muss. Dies ist eine menschliche Neigung, gleichzeitig aber auch eine notwendige Disziplin (und Kennzeichen anspruchsvoller Literatur). Deswegen gibt er dem Leser ein befremdendes Gefühl, indem er Hunde wie Menschen miteinander reden lässt. Es ist ein klarer Verstoß gegen die aristotelische Ästhetik, nicht in das Phantastische abzugleiten, aber ebenfalls der Versuch, den Leser zu geistiger Abstraktion zu bewegen.

## Interpretation
Cervantes variiert in den Novelas ejemplares auf vielfältige Weise die Themen der Täuschung und Selbsttäuschung (der Hund Berganza nennt dies tropelía). Der literarische Effekt besteht darin, dem Leser bewusst zu machen, dass selbst eine Geschichte mit realistischem Verlauf immer noch eine Geschichte und damit ein Produkt des menschlichen Verstandes, nicht aber ein getreues Abbild der Realität ist. Die Auseinandersetzung mit dem Thema der literarischen Wirklichkeit durchzieht Cervantes Werk, am intensivsten im Don Quijote.

## Bedeutung
Die Novellensammlung erlangte bereits im 17. Jahrhundert großen Einfluss, da andere spanische Autoren sie nachahmten, wie Gonzalo de Céspedes y Meneses und María de Zayas y Sotomayor. Dagegen wurden die Novellen im deutschsprachigen Raum erst in der Goethezeit im Rahmen der größeren Rezeption von Don Quijote bekannt.
Die bedeutendste Novelle aus der Sammlung ist Coloquio de los perros: Mehrfach wurden Fortsetzungen dazu verfasst, dazu zählt beispielsweise Jacinto Benaventes Nuevo coloquio de los perros. Auch E. T. A. Hoffmanns Nachricht von den neuesten Schicksalen des Hundes Berganza geht auf Cervantes’ Novelle zurück.

## Bibliografien
- Miguel de Cervantes: Novelas ejemplares II. Hrsg. v. Harry Sieber. Cátedra, Madrid 1988.
- Ruth El Saffar: Novel to Romance. A Study of Cervantes’s „Novelas ejemplares“. Johns Hopkins University Press, Baltimore / London 1974, p.40–82.
- Peter Dunn: Las novelas ejemplares. In: J.B. Avalle-Arce, E.C. Riley (Hrsg.): Suma Cervantina. Tamesis, London 1973, p.81–118.